# 幸运成像

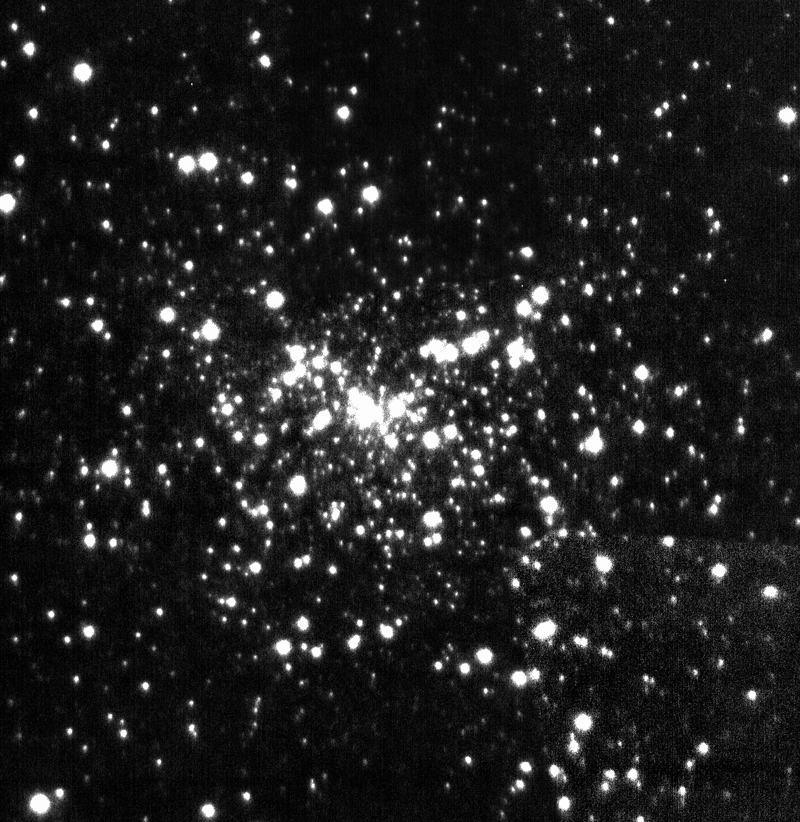
M15星團的幸运成像圖片

幸运成像（英文 lucky imaging或lucky exposures）是用于天文摄影的一种成像技术。它采用多次短时间（100毫秒或以下）曝光，然后挑选其中受大气影响最少的部分照片进行移动和叠加，生成一张图像。
用于天文摄影的地基成像技术都会受到大气噪声的干扰，长时间曝光无法得到清晰的图像，幸运成像技术部分消除了大气噪声的影响，可以合成出比太空望远镜拍到的更加清晰的图像，而且费用低于太空望远镜。

## 幸运成像演示
以下内容演示了幸运成像的合成过程对比。为了拍摄这个天体，一共拍摄了50000张照片。
|  | 这是单一的高品質图片，可以参与幸运成像合成。 |
|  | 这是所有50000张图片的合成图，没有任何位置调整。这相当于21分钟的曝光，但品質明显更好。从图片中已经可以看出一个椭圆形的天体。                             |
|  | 这是所有50000张图片的合成图，但是把重心，即是最亮的部分移动到了相同的相对位置。这是经过自适应光学调整的图像，已经能比上一张图片看出更多细节--两个天体。 |
|  | 这是最好的25000张图片的合成图（50%挑选），把最亮的像素移动到相同的相对位置。在这张图片中，已经可以看出3个天体。                                         |
|  | 这是最好的5000张图片的合成图（10%挑选），把最亮的像素移动到相同的相对位置。光晕被更加减少。仔细观察还可以看到最亮的天体周围有一个气体光环。             |
|  | 这是最好的500张图片的合成图（1%挑选），把最亮的像素移动到相同的相对位置。光晕被又一次减少。在这幅图中，最亮天体的信噪比也是最高的。                     |